# Vladimír Vondráček (malíř)
Vladimír Vondráček (1. srpna 1922 Praha – 1. října 1992 Kutná Hora) byl český akademický malíř, výtvarník a sochař.

## Život a dílo
Vladimír Vondráček se narodil v Praze–Braníku. V letech 1942 až 1945 studoval na soukromé škole malíře Šilhavého. Na sklonku druhé světové války byl totálně nasazen na železnici, kde se později stal dispečerem u Správy ČSD v Praze. Po válce se vzdělával na ukrajinské malířské akademii u profesora Jana Kulce. V roce 1948 se stal členem Svazu československých výtvarných umělců. Od roku 1955 žil v Úvalech.
Jeho tvorba prošla specifickým vývojem. Inspiraci hledal v přírodě, lidech, architektuře i v klasické hudbě. Vystavoval doma i v zahraničí.
Zabýval se mj. sochařskou tvorbou, návrhy interiérů a restaurátorstvím. Podle jeho návrhů se uskutečnila výzdoba významných budov. Autor návrhů svítidel do vládního salonku letiště Praha-Ruzyně, dubových dveří a kování do Národní galerie na zámku Zbraslav, do refektáře Klementina v Praze atd. Poslední roky života trávil v Kutné Hoře, kde také zemřel.